# زردة كاني عليا
زردة كاني عليا هي قرية في مقاطعة سردشت، إيران. في تعداد عام 2006، لوحظ وجودها، ولكن لم يتم الإبلاغ عن سكانها.